# Luiz Sacilotto
Luís Sacilotto (Santo André, São Bernardo, 22 de abril de 1924 — São Bernardo do Campo, 9 de fevereiro de 2003) foi um pintor, desenhista e escultor brasileiro. Um adepto do Abstracionismo no Brasil, foi revelado durante a década de 1940.
Filho de imigrantes italianos, nasceu em Santo André, então distrito do antigo município de São Bernardo. Cresceu pelas ruas da cidade e ali instalou seu ateliê-residência.
Considerado figura central do Concretismo, Sacilotto manteve-se fiel em sua longa carreira a um profundo interesse pela lógica das formas, transformando em vibração geométrica e cromática o que ocorria à sua volta.

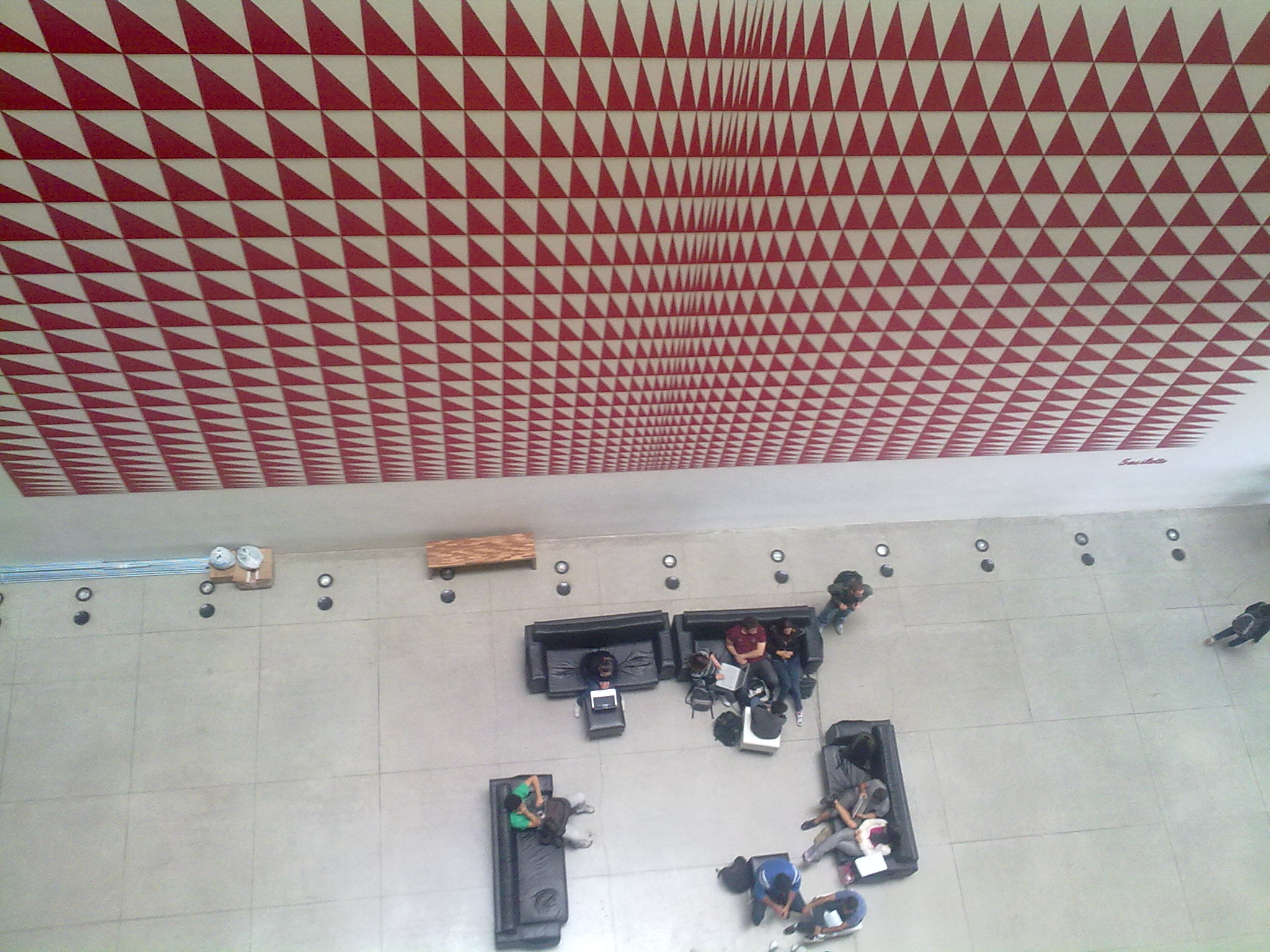
Vista parcial de obra de Sacilotto no átrio do Bloco B da Universidade Federal do ABC (UFABC).

Em 1943, formou-se letrista no Instituto Profissional Masculino do Brás. Em 1944 ingressou no Centro Universitário Belas Artes de São Paulo para estudar desenho, saindo de lá em 1947.
Começou então a trabalhar como publicitário e desenhista de arquitetura. Ainda em 1947, participou da Mostra de 19 pintores na capital paulista.
Em 1952, assinou o Manifesto do Grupo Ruptura. Entre 1956 e 1957, participou da Primeira Exposição Nacional de Arte Concreta, em São Paulo e no Rio de Janeiro. 
Sacilotto participou também, em 1959, da Mostra de Arte Moderna, que foi exibida na Europa, mostrando sua obra Konkrete Kunst em Zurique, em 1960. Em 1977 participou da Mostra Projeto Brasileiro Construtivo na Arte, organizada pela Pinacoteca do Estado de São Paulo e pelo Museu de Arte Moderna do Rio de Janeiro.
Participou da Bienal Brasil Século XX e das principais exposições de algumas Bienais Internacionais de São Paulo, tendo participado de cinco Bienais no Brasil.
Foi homenageado por Haroldo de Campos na poesia "para sacilotto / operário da luz", de 2000.
O artista plástico morreu em 2003, aos 77 anos, no Hospital São Bernardo, no Grande ABC, em decorrência de complicações respiratórias.
O município de Santo André tem obras do artista espalhadas por sete pontos do seu território. No Centro, a obra Concreção 005, com quatro metros de altura e feita em aço carbono, faz parte da rotina de inúmeras pessoas que passam pela esquina da Rua Doutor Albuquerque Lins com a Rua Oliveira Lima. Próximo ao Parque Central, na Vila Assunção, está a obra Concreção 011, com oito metros de altura. Segundo a Prefeitura de Santo André, a Sabina Escola Parque do Conhecimento, tem quatro obras dele. Além disso, há um painel produzido em 2002 no Sesc Santo André. O campus  da Universidade Federal do ABC e o Hospital Brasil também contam com obras do artista.